# John Manners (9e duc de Rutland)
Pour les articles homonymes, voir John Manners.
John Henry Montagu Manners, 9e duc de Rutland (21 août 1886 - 22 avril 1940), titré marquis de Granby de 1906 à 1925, est un pair anglais et un expert en art médiéval. 

## Jeunesse et éducation
Rutland est le fils cadet de Henry Manners et de sa femme Violet. Sa mère est la fille du colonel Charles Lindsay, troisième fils d'Alexander Lindsay (25e comte de Crawford). Son frère aîné, Robert, Lord Haddon, est décédé en 1894 à l'âge de 9 ans. Rutland fait ses études au Collège d'Eton et au Trinity College de Cambridge. Il rejoint le service diplomatique en tant qu'attaché honoraire et est affecté à l'ambassade britannique à Rome en 1909. 

## Carrière militaire
Il est officier dans le 4e bataillon du Leicestershire Regiment à temps partiel (dont son père est colonel honoraire) en tant que 2e lieutenant en 1910. Il démissionne en juillet 1914 mais retire sa démission au déclenchement de la Première Guerre mondiale et est promu lieutenant. Il est détaché comme aide de camp en mars 1916 auprès du général Edward James Montagu-Stuart-Wortley et atteint le grade de capitaine à la fin de la guerre. 
Il est envoyé sur le front occidental en février 1915, mais il a été récemment révélé qu'il n'a pas réellement participé aux actions, et à la place était stationné au siège régional du château de Goldfish. 
L'auteur Catherine Bailey, qui a écrit le livre The Secret Rooms about the Duke, déclare que Rutland «a fait tout ce qu'il pouvait pour se battre avec les hommes du 4e Leicesters. Mais c'est l'ingérence de sa mère et la sape constante qui l'ont finalement ramené à la maison». 

## Famille

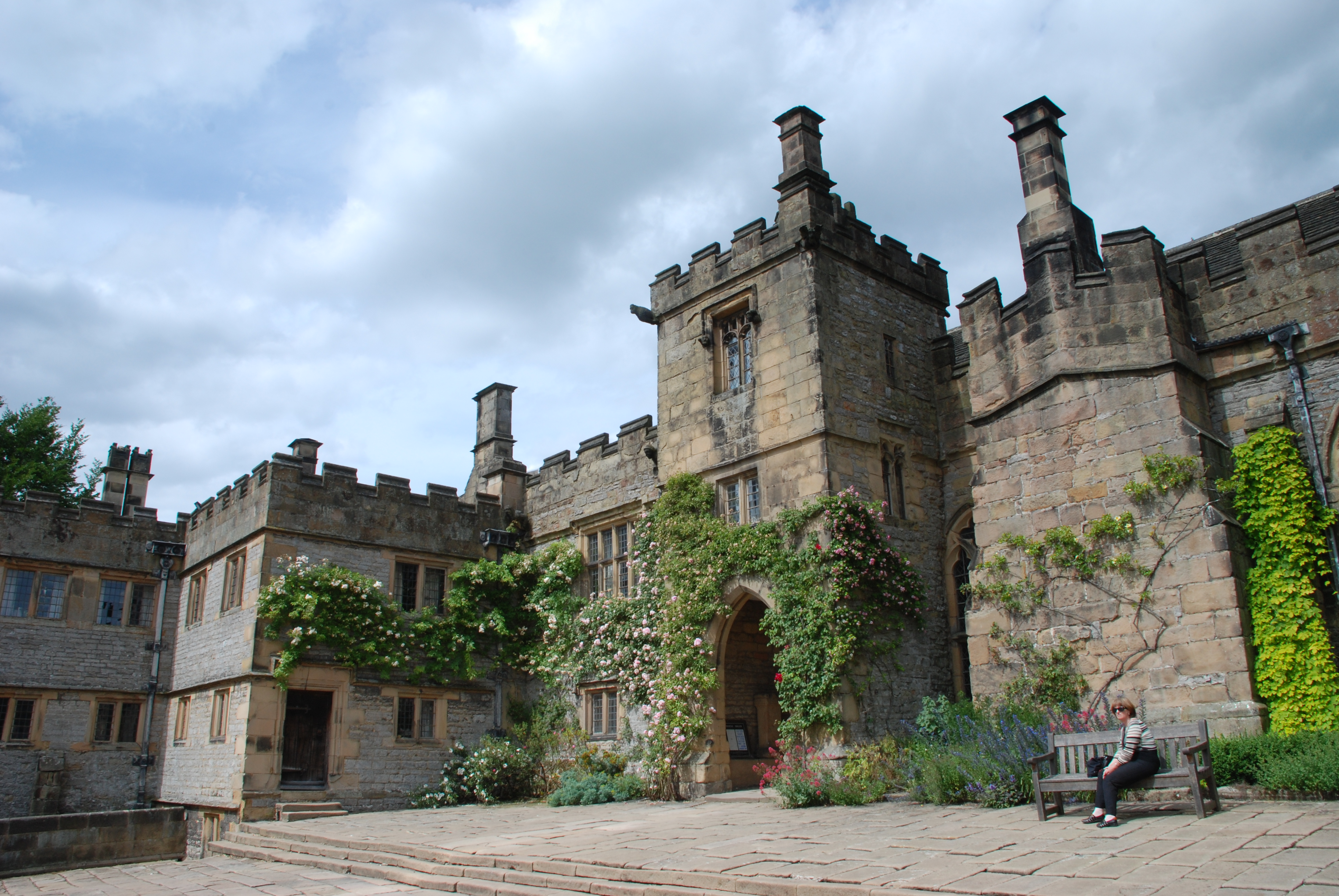
Haddon Hall

Le 27 janvier 1916, il épouse Kathleen Tennant (1895–1989), qu'il connaissait du cercle de sa mère « The Souls ». Elle est la petite-fille de Charles Tennant, 1er baronnet. Ils ont cinq enfants : 
- Ursula Isabel Manners (8 novembre 1916-2 novembre 2017), épouse en 1re noces le lieutenant-commandant Anthony Freire Marreco, puis en 2e noces Robert Erland Nicolai d'Abo.
- Isabel Violet Kathleen Manners (5 janvier 1918-21 décembre 2008), épouse en 1re noces Loel Guinness, puis en 2e noces Robert Throckmorton, 11e baronnet.
- Charles Manners (10e duc de Rutland) (1919–1999)
- John Martin Manners (10 septembre 1922 - 11 novembre 2001), épouse Mary Diana Moore, dont une fille.
- Roger David Manners (23 septembre 1925 - 1er octobre 2017), épouse Finola St. Lawrence Daubenay, dont un fils et deux filles.

Il est également le père d'un fils illégitime :
- Kenneth William Diacre (1922 - avril 1988), né d'une liaison avec une des gouvernantes du château de Belvoir, éduqué à la Rugby School et qui fait carrière comme officier dans l'armée britannique.

Il accède au duché en 1925. En 1927, il «réalise son rêve d'enfance» en établissant sa résidence dans l'historique Haddon Hall, qu'il restaure minutieusement. 
Il est le patron du Loughborough College de l'époque, et Rutland Hall sur le campus de l'Université est nommé en son honneur. 
Il meurt d'une pneumonie au château de Belvoir en 1940, huit jours après être tombé malade.